# Pittore (costellazione)
Il Pittore (in latino Pictor, abbreviato in Pic) è una delle 88 costellazioni moderne. Originariamente nota come "Cavalletto del Pittore" (Equuleus Pictoris), è una costellazione minore meridionale (declinazione compresa tra -50° e -60°).

## Caratteristiche

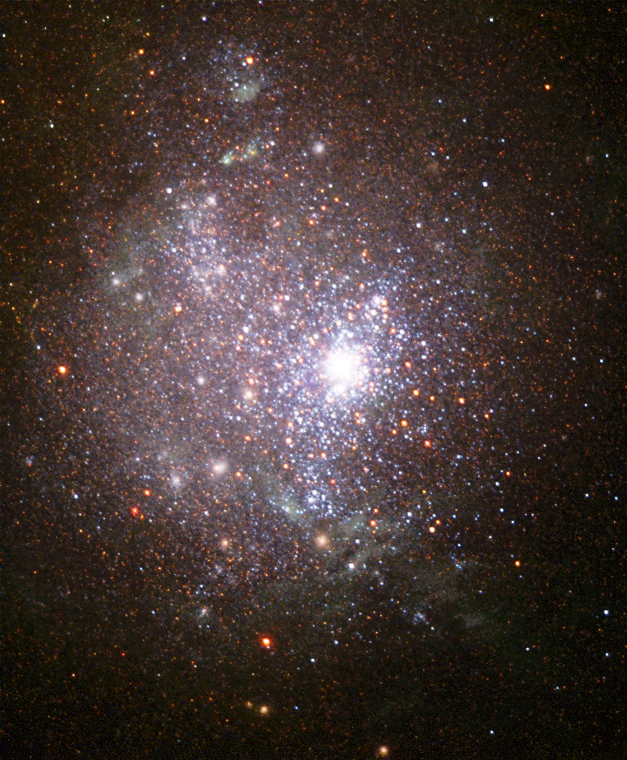
NGC 1705, una galassia irregolare.

Il Pittore è una piccola e oscura costellazione del profondo emisfero celeste australe; appare fortemente oscurato dalla brillantissima stella Canopo, la seconda stella più luminosa del cielo, ma proprio a causa della sua vicinanza è anche facilmente individuabile l'area in cui giace, immediatamente ad ovest di questa. Contiene una sola stella di magnitudine superiore alla 3,5, posta pochi gradi a sudest di Canopo, poi solo qualche stella di quarta e di quinta grandezza. La sua parte meridionale si trova in prossimità della Grande Nube di Magellano e del polo sud dell'eclittica, così nonostante la precessione degli equinozi la sua declinazione varia poco, restando sempre nei pressi del polo sud celeste.
Il periodo più propizio per la sua osservazione nel cielo serale è compreso fra i mesi di novembre e aprile; la sua declinazione fortemente australe non ne consente una completa osservazione neppure dalle regioni temperate boreali inferiori, mentre dalle regioni mediterranee è visibile solo in piccolissima parte. Dall'emisfero australe al contrario appare circumpolare da quasi tutte le sue regioni ad eccezione di quelle più prossime all'equatore ed è una costellazione minore dei cieli estivi meridionali.

### Stelle principali
- α Pictoris è una subgigante bianca di magnitudine 3,24, distante 99 anni luce.
- β Pictoris è una stella bianca di sequenza principale di magnitudine 3,85, distante 63 anni luce; è circondata da un disco di polveri, probabilmente è un disco protoplanetario nel quale si stanno formando dei pianeti, e da un massiccio pianeta, che le orbita attorno a oltre 8 UA di distanza.
- γ Pictoris è una gigante arancione di magnitudine 4,50, distante 174 anni luce.

### Stelle doppie
La costellazione contiene alcune stelle doppie con un'ampia separazione fra le componenti.
- HD 40665 è una stella rossa di sesta magnitudine, che presenta a poco meno di 1 primo d'arco una compagna arancione di settima grandezza; la coppia è risolvibile anche con un potente binocolo.
- θ Pictoris è una coppia formata da due stelle bianche di sesta magnitudine, risolvibile con un piccolo telescopio.

| Principali stelle doppie |                                          |                                          |             |             |                                 |        |
| Nome                     | Coordinate equatoriali all'epoca J2000.0 | Coordinate equatoriali all'epoca J2000.0 | Magnitudine | Magnitudine | Separazione (in secondi d'arco) | Colore |
| Nome                     | AR                                       | Dec                                      | A           | B           | Separazione (in secondi d'arco) | Colore |
| ι Pictoris               | 04h 50m 56s                              | -53° 27′ 40″                             | 5,61        | 6,42        | 12,3                            | g + g  |
| θ Pictoris AB-C          | 05h 24m 46s                              | -52° 18′ 58″                             | 6,3         | 6,8         | 38,2                            | b + b  |
| HD 40665/643             | 05h 57m 14s                              | -53° 25′ 32″                             | 6,48        | 7,49        | 55,9                            | ar + r |

### Stelle variabili
Le stelle variabili contenute nella costellazione del Pittore sono in numero esiguo, ma alcune sono piuttosto appariscenti.
La δ Pictoris è una variabile a eclisse che al minimo principale scende dalla magnitudine 4,6 alla 4,9; le sue variazioni possono essere apprezzate anche ad occhio nudo sotto uncielo buio e tenendo come riferimento altre stelle vicine con una simile luminosità.
La R Pictoris presenta delle ampie oscillazioni, scendendo dalla sesta alla decima magnitudine in 171 giorni, sebbene non si tratti di una Mireide, ma di una variabile semiregolare; una Mireide reale è la S Pictoris, che oscilla fra la sesta e la quattordicesima magnitudine. Entrambe possono essere viste con un binocolo in fase di massima.
| Principali stelle variabili |                                          |                                          |             |             |                  |                       |
| Nome                        | Coordinate equatoriali all'epoca J2000.0 | Coordinate equatoriali all'epoca J2000.0 | Magnitudine | Magnitudine | Periodo (giorni) | Tipo                  |
| Nome                        | AR                                       | Dec                                      | Max.        | Min.        | Periodo (giorni) | Tipo                  |
| R Pictoris                  | 04h 46m 10s                              | -49° 14′ 45″                             | 6,35        | 10,1        | 170,9            | Semiregolare pulsante |
| S Pictoris                  | 05h 10m 57s                              | -48° 30′ 25″                             | 6,5         | 14,0        | 428,0            | Mireide               |
| T Pictoris                  | 05h 15m 06s                              | -46° 55′ 05″                             | 7,9         | 14,4        | 200,58           | Mira                  |
| SZ Pictoris                 | 05h 53m 27s                              | -43° 33′ 31″                             | 7,81        | 7,97        | 2,441            | Eclisse               |
| δ Pictoris                  | 06h 10m 18s                              | -54° 58′ 07″                             | 4,65        | 4,90        | 1,6725           | Eclisse               |

## Oggetti del profondo cielo
Nel Pittore non sono presenti oggetti del cielo profondo luminosi, essendo presenti solo galassie deboli e remote, ad eccezione di una galassia spirale vista di taglio, PGC 18437.
| Principali oggetti non stellari |                                          |                                          |          |             |                                        |              |
| Nome                            | Coordinate equatoriali all'epoca J2000.0 | Coordinate equatoriali all'epoca J2000.0 | Tipo     | Magnitudine | Dimensioni apparenti (in primi d'arco) | Nome proprio |
| Nome                            | AR                                       | Dec                                      | Tipo     | Magnitudine | Dimensioni apparenti (in primi d'arco) | Nome proprio |
| NGC 1705                        | 04h 54m 14s                              | -53° 21′ 40″                             | Galassia | 11,9        | 1,9 x 1,4                              |              |
| PGC 18437                       | 06h 07m 30s                              | -61° 48′ 26″                             | Galassia | 9,9         | 3,5 x 0,7                              |              |

## Sistemi planetari
Fra i sistemi planetari noti nella costellazione, HD 40307 è il più esteso conosciuto, avendo sei pianeti confermati, di cui uno, HD 40307 g, che si trova all'interno della zona abitabile; HD 41004 invece è accompagnata da un pianeta e da una nana bruna, catalogata come HD 41004 Bb. Un massiccio pianeta possiede anche Beta Pictoris, osservato direttamente nell'infrarosso nel 2003 e annunciato successivamente. Ancor più massiccio è invece il pianeta di AB Pictoris, con una massa che pare eccedere le 13 masse gioviane più che un pianeta potrebbe trattarsi di una nana bruna.
| Sistemi planetari |                                          |                                          |             |                |                              |
| Nome del sistema  | Coordinate equatoriali all'epoca J2000.0 | Coordinate equatoriali all'epoca J2000.0 | Magnitudine | Tipo di stella | Numero di pianeti confermati |
| Nome del sistema  | AR                                       | Dec                                      | Magnitudine | Tipo di stella | Numero di pianeti confermati |
| Beta Pictoris     | 05h 47m 17s                              | -51° 05′ 02″                             | 3,86        | Stella bianca  | 1 (b)                        |
| HD 40307          | 05h 54m 04s                              | -60° 01′ 24″                             | 7,17        | Nana arancione | 3 (b - c - d)                |
| HD 41004          | 05h 59m 50s                              | -48° 14′ 23″                             | 8,65        | Nana arancione | 1 (Ab)                       |
| AB Pictoris       | 06h 19m 13s                              | -58° 03′ 16″                             | 9,16        | Nana arancione | 1 (b)                        |